# Zlepieniec myślachowicki
Zlepieniec myślachowicki (nazwa skały osadowej okruchowej pochodzi od nazwy wsi Myślachowice, gmina Trzebinia; w rejonie występowania) – dolnopermski osad typu piedmontowego (przedgórskiego) znany z okolic Krakowa. Składa się z otoczaków, wapieni dewońskich i karbońskich, w mniejszym stopniu z innych skał, np. kwarców żyłowych, lidytów. Spoiwo jest najczęściej wapniste. Zlepieniec powstał w wyniku scementowania okruchów różnych skał i minerałów (najczęściej otoczaków) skał takich jak granity, wapienie, dolomity, marmury czy skał krzemionkowych za pomocą spoiwa krzemionkowego, ilastożelazistego lub węglanowego.
Zlepieniec myślachowicki występuje na południu Wyżyny Krakowsko-Częstochowskiej; w zachodniej części Wyżyny Krakowskiej. Obszar jego występowania tworzy pas o szerokości kilkunastu kilometrów i długości około 50 km. Ciągnący się od Krzeszowic przez Rudno, Regulice na południu, aż po Sławków i Siewierz na północy. Występuje on wzdłuż zachodniego zbocza wyniesień paleozoicznych antykliny Dębnika (wał dębnicko-siewierski). Największe wychodnie na powierzchni znane są okolic Filipowic, Karniowic, Młoszowej, Myślachowic i Sławkowa.